# Laleu (Orne)
Laleu – miejscowość i gmina we Francji, w regionie Normandia, w departamencie Orne.
Według danych na rok 1990 gminę zamieszkiwało 361 osób, a gęstość zaludnienia wynosiła 32 osoby/km² (wśród 1815 gmin Dolnej Normandii Laleu plasuje się na 539. miejscu pod względem liczby ludności, natomiast pod względem powierzchni na miejscu 430.).